# Neverland Ranch

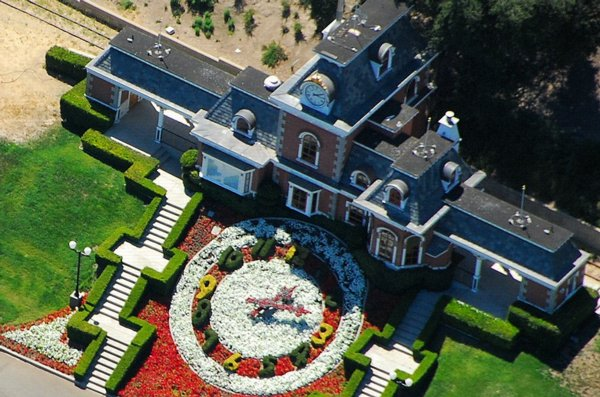
Hoofdstation met bloemenuurwerk

Neverland Ranch of Neverland Valley Ranch, inmiddels ook Sycamore Valley Ranch genoemd, is een landgoed van 11 vierkante kilometer in Los Olivos, Santa Barbara County, Californië. Het ligt aan de Figueroa Mountain Road 5225. Het landgoed is vooral bekend omdat het vanaf 1988 eigendom was van Michael Jackson. Naast het hoofdgebouw, waarin hij woonde, en gastverblijven, richtte hij het in als pretpark, met ook een kleine dierentuin, een bioscoop, en twee spoorlijntjes met spoorwijdtes van 914 mm (3 voet) en 610 mm (2 voet), respectievelijk aan de westzijde met het hoofdstation met bloemenuurwerk, en aan de oostzijde. De naam van het landgoed is afgeleid van het Neverland van de fictieve Peter Pan.
Wegens plaatselijke verordeningen kan het niet opengesteld worden voor publiek.
De pretparkattributen, de kleine dierentuin en de treintjes zijn verwijderd. De spoorlijntjes zijn er nog wel.
De huidige eigenaar is miljardair Ron Burkle.

## Geschiedenis
In 1990 werd de Neverland Ranch geopend als privépretpark en huis van Michael Jackson. Het terrein is gebruikt voor diverse evenementen, waaronder het huwelijk van Elizabeth Taylor met Larry Fortensky. Op de ranch verbleven, op uitnodiging van Jackson zelf, vaak kinderen. Dit waren vaak kinderen met een handicap of kinderen die terminaal ziek waren, Jackson bood hen de kans om een dag te ontsnappen aan hun dagelijkse realiteit om zo al hun zorgen te vergeten. De kinderen konden onder andere naar het pretpark, de dierentuin, de bioscoop en een ritje maken met de trein.
Dit laatste leidde tot allerlei speculaties omtrent seksueel misbruik van kinderen. Jordan Chandler, een dertienjarige jongen die veel op Neverland was geweest, klaagde de popster in 1993 aan wegens seksueel misbruik. Jackson beweerde onschuldig te zijn en er werd buiten de rechtszaak een schikking getroffen op verzoek van zijn advocaten. In 2003 zei Jackson tijdens een interview dat hij er met een aantal kinderen in dezelfde kamer heeft geslapen. In deze documentaire was hij ook te zien met een andere jongen, Gavin Arvizo, die hem later wederom aanklaagde wegens seksueel misbruik. Deze zaak werd onderzocht en na een spraakmakend proces werd Jackson in 2005 vrijgesproken van alle tien aanklachten.
Jackson zei in 2005 niet meer te zullen terugkeren naar Neverland. Hij vond dat de 70 politieagenten die de huiszoeking deden, het huis hadden geschonden. Daardoor voelde het voor hem niet meer als thuis.
In 2006 werden de faciliteiten gesloten en werd het meeste personeel ontslagen. Volgens de woordvoerder van Jackson was dit het geval omdat hij er niet meer woonde.
Jackson verkocht in november 2008 een aandeel van Neverland aan een investeringsmaatschappij genaamd Colony Capital voor $35 miljoen. Sindsdien kan dit bedrijf bepalen wat ermee gaat gebeuren. Op 31 juli 2014 werd bekend dat het landgoed te koop staat. Op 29 mei 2015 werd bekend dat het complex is opgeknapt, een andere naam heeft gekregen, en voor een vraagprijs van $100 miljoen te koop stond. De vraagprijs ging daarna omlaag. In december 2020 werd bekend dat Neverland voor $22 miljoen verkocht is aan Ron Burkle.
In de film Leaving Neverland (2019) beweren twee mannen die als kind met de volwassen Jackson bevriend waren dat ze toen jarenlang sekueel misbruikt zijn door Jackson, onder meer op Neverland.